# CodeCombat
CodeCombat Inc. est une entreprise de développement informatique qui a réalisé un jeu de rôle homonyme sur navigateur. Ce dernier enseigne différents langages de programmation (JavaScript, Python, ...) ainsi que les fondamentaux de l'informatique.

## Société
La société CodeCombat a été fondée en février, 2013 par George Saines, Scott Erickson, et Nick Winter, qui avait auparavant développé l'application Skritter d'apprentissage linguistique. En 2014, la société a reçu le soutien du capital-risqueur Y Combinator. À l'origine, le site était gratuit, la société prévoyant de se financer par des commissions sur le recrutement de développeurs qu'elle aidait à détecter,. Par la suite, CodeCombat a introduit un abonnement payant qui donne accès à davantage de contenu du jeu.

## Fonctionnement du jeu
Pour progresser à travers les niveaux du jeu CodeCombat, les joueurs doivent démontrer leur compréhension du code. Disponible en mode solo ou multijoueur composants, le site est destiné à des étudiants du cycle secondaire. Le jeu a été évalué positivement par PC Magazine, qui a néanmoins relevé que le jeu en lui-même demeurait banal.
En janvier 2014, CodeCombat a été rendu open source et un éditeur de niveau a été proposé aux utilisateurs.